# Capo Flissingskij
Capo Flissingskij  (in russo Мыс Флиссингский) si trova a nord dell'isola Severnyj, nell'arcipelago di Novaja Zemlja, in Russia e si affaccia sul mare di Kara. È uno dei punti estremi dell'Europa: quello più a est.

## Geografia
Capo Flissingskij si trova sul lato est della punta settentrionale dell'isola Severnyj, poco a sud di capo Želanija. È formato da una ripida scogliera alta 28 m e divide le acque costiere del golfo di Avarijnyj (a nord) da quello di Andromeda (a sud). Poco a nord di capo Flissingskij sfocia il fiume Ovražistaja (река Овражистая) e subito a sud il fiume Andromeda (река Андромеды).

## Storia
Il capo è stato scoperto e mappato dalla spedizione di Willem Barents nel 1596, e prende il nome dalla città olandese di Vlissingen. Il nome originale era t' Vißinger Hooft.
A pochi chilometri, nel settembre 1596, Barents e il suo equipaggio dovettero costruirsi un rifugio usando legname alla deriva e svernare. L'anno seguente costruirono due imbarcazioni con i frammenti dello scafo della nave per mettersi in salvo, ma durante il viaggio di ritorno Barents morì di scorbuto.

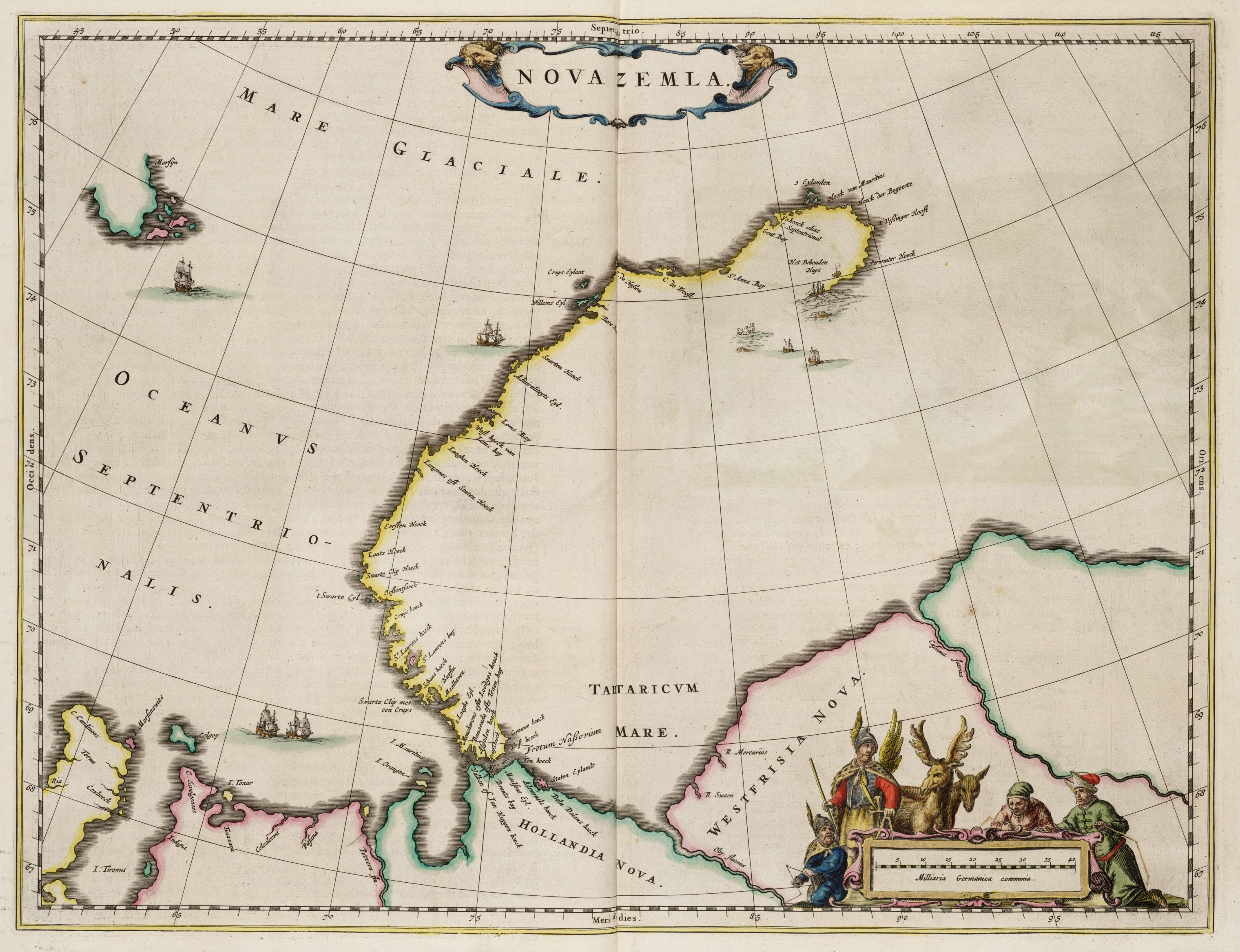
La Novaja Zemlja con capo Flissingskij a nord-est, indicato come t' Vißinger Hooft (Atlante van Loon, 1664)